# Monaco op het Eurovisiesongfestival 1959
Monaco nam deel aan het Eurovisiesongfestival 1959, gehouden in Cannes, Frankrijk. Het was de eerste keer dat het land meedeed aan het Eurovisiesongfestival. 

## Resultaat
Monaco maakte zijn songfestivaldebuut met de Franse zanger Jacques Pills, die door de Monegaskische omroep TMC intern was gekozen om het land te vertegenwoordigen. Pills nam deel met het lied Mon ami Pierrot, maar had weinig succes: met één punt, afkomstig van Oostenrijk, strandde hij op de laatste plaats. Monaco is hiermee een van de weinige landen die bij hun debuut op het songfestival meteen als laatste eindigden.
De dochter van Pills, Jacqueline Boyer, had een jaar later meer succes op het Eurovisiesongfestival: zij won de editie van 1960 namens Frankrijk.
1959 · 1960 · 1961 · 1962 · 1963 · 1964 · 1965 · 1966 · 1967 · 1968 · 1969 · 1970 · 1971 · 1972 · 1973 · 1974 · 1975 · 1976 · 1977 · 1978 · 1979 · 1980-2003 · 2004 · 2005 · 2006 · 2007-2025